# Uwiedziona
Uwiedziona – polski film fabularny z 1931 roku; podtytuł: Białe niewolnice.

## Obsada
- Maria Malicka – Lena
- Kazimierz Junosza-Stępowski – prokurator Rawicz
- Krystyna Ankwicz – Maria, córka Rawicza
- Zbigniew Sawan – Jerzy, syn Rawicza
- Tadeusz Olsza – Gustaw von Wollendorf
- Tadeusz Wesołowski – przyjaciel Jerzego
- Janusz Ziejewski – przyjaciel Jerzego
- Leon Recheński – przewodniczący sądu
- Jan Kochanowicz – obrońca
- Marta Flantz – madame
- Irena Dalma – dziewczyna
- Eliza Fischer – dziewczyna
- Michał Halicz – kuzyn
- Czesław Skonieczny – krawiec
- Stanisław Sielański – gość
- Zbigniew Ziembiński – dziennikarz
- Zofia Ślaska
- Jan Rogoziński
- Oktawian Kaczanowski